# شهرستان ویکتوریا (تگزاس)
شهرستان ویکتوریا، تگزاس (به انگلیسی: Victoria County, Texas) یک سکونتگاه مسکونی در ایالات متحده آمریکا است که در تگزاس واقع شده‌است.

## خصوصیات
شهرستان ویکتوریا ۲٬۳۰۲٫۵۱ کیلومترمربع مساحت دارد.